# Douglas Seale
Douglas Seale (28. oktober 1913 - 13. juni 1999) var en engelsk skuespiller og tegnefilmsdubber. Han var bedst kendt som stemmen bag Sultanen i Disneys Aladdin fra (1992).